# Ліннея північна
Лінне́я півні́чна або лінея північна (Linnaea borealis) — багаторічна рослина, названа на честь видатного шведського ботаніка Карла Ліннея, єдиний представник монотипового роду Ліннея. Належить до родини жимолостевих з підродини ліннеєвих. Релікт льодовикового періоду, занесений до Червоних книг України і Польщі, Червоного списку Великої Британії. Малопоширена лікарська й декоративна рослина.

## Назва
Рід названий на честь Карла Ліннея голландським ботаніком Яном Гроновіусом (англ. Jan Frederik Gronovius). У літературі іноді необґрунтовано стверджується, ніби Лінней назвав цю рослину на честь самого себе; наприклад, тут.
До виділення в окремий рід рослина називалася Campanula serpyllifolia (дзвоники чебрецелисті).

## Опис

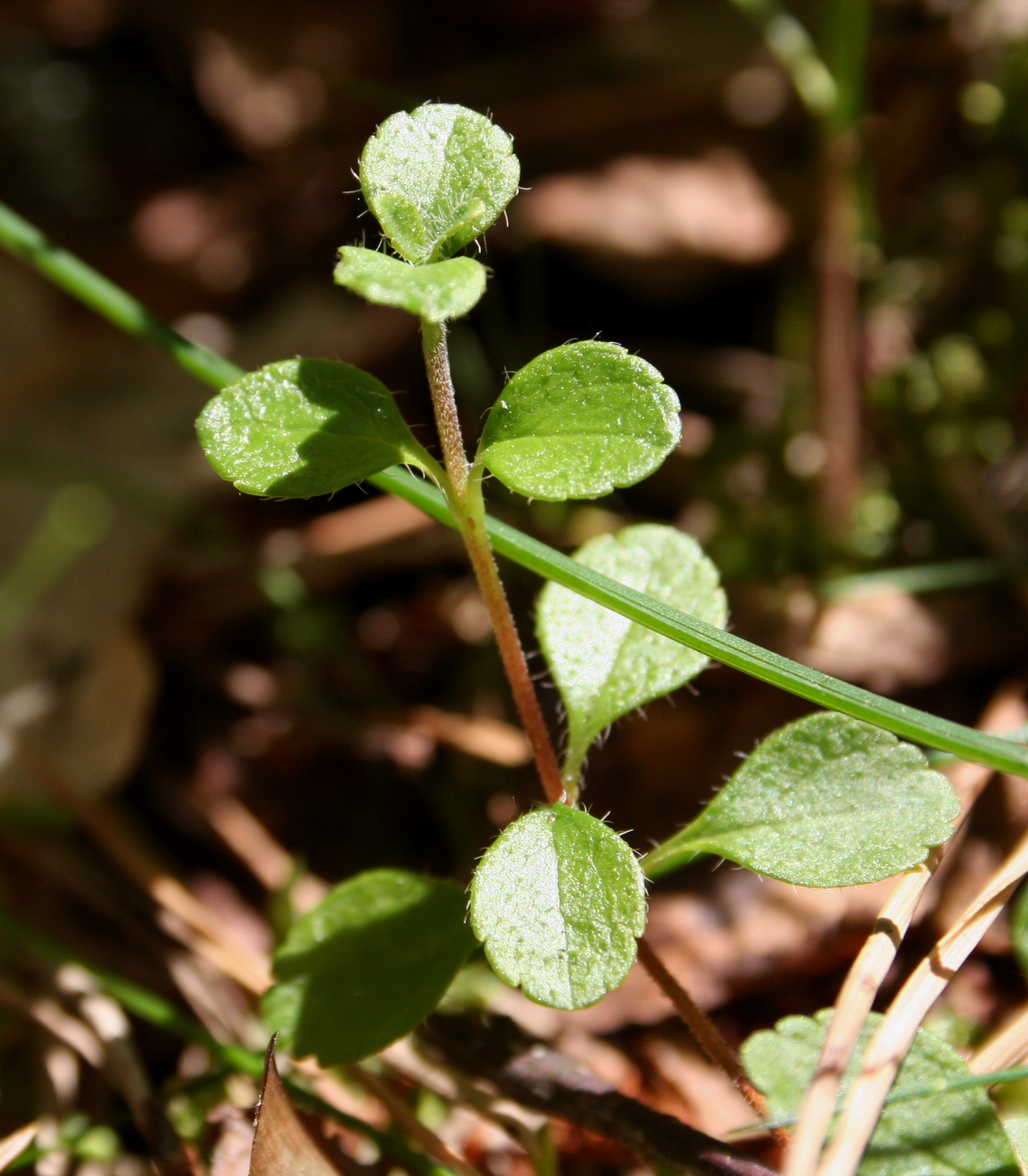
Вегетативний пагін

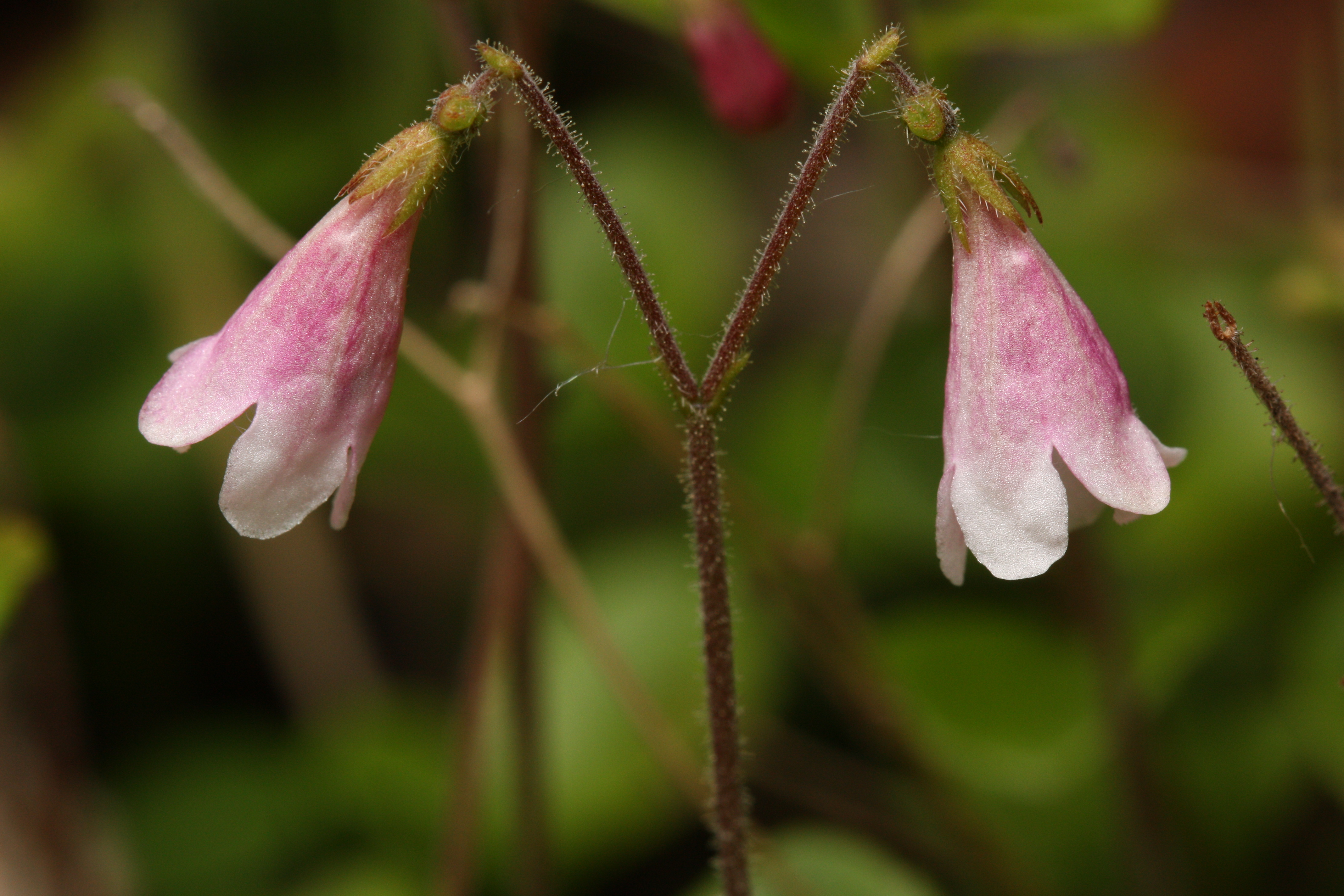
Квіти

Вічнозелений півкущик з лежачими вкоріненими дерев'яніючими стеблами, хамефіт. Лежачі пагони ниткоподібні, завтовшки 2-3 мм, над ними підіймаються вертикальні пагони двох типів: вегетативні заввишки 4-6 см та генеративні заввишки 5-15 см. Первинний корінь швидко відмирає, його замінюють вторинні корінці, які відростають від вузлів лежачих пагонів. Листки дрібні, шкірясті, темно-зелені, круглі або еліптичні, розміщені попарно на стеблі.
Генеративний пагін зазвичай несе дві біло-рожеві, запашні квітки, спрямованими в різні боки. Зрідка квітки можуть розташовуватися поодинці або по 3-4 штуки. Чашолистків 5, вони ланцетні, опушені, завдовжки до 2 мм. Віночок зрослопелюстковий, дзвоникуватий. Плід — жовта куляста сім'янка завдовжки до 3 мм.
Число хромосом 2n = 32.
Квітне у липні-серпні. Плодоносить у серпні-вересні. Розмножується вегетативно і насінням.

## Поширення
Ареал виду надзвичайно широкий і охоплює практично усю північну частину Євразії — від Шотландії та Скандинавії на заході до Камчатки і Сахаліну на сході — а також помірний пояс Північної Америки.
Через Україну проходить південна межа розповсюдження. Єдине ізольоване оселище ліннеї північної зафіксоване в чоногірському масиві Українських Карпат на північному макросхилі г. Пожижевської на висоті 1435–1440 м над рівнем моря.

## Екологія
Вид морозостійкий, помірно вологолюбний, віддає перевагу легкому напівзатінку. Ліннея північна зростає в тундрі, ялинових моховитих лісах, в субальпійському поясі гір, рідше — у листяних лісах. Рослина розвивається повільно: у перший рік з насінини виростають лише сім'ядолі і первинні корінці, на другому році з'являються пагони з 2-4 міжвузлями, на третьому році і в подальшому пагони щорічно подовжуються на 25-45 см.
Квіти запилюються комахами, самозапилення відбувається дуже рідко. Плоди поширюються тваринами (зоохорія). Цією рослиною живляться олені, в тайзі ліннея іноді складає 10% їх раціону. Листя ліннеї уражують личинки Metatropis rufescens ssp. linnaeae і грибок Septoria linnaeae.

## Значення і статус виду

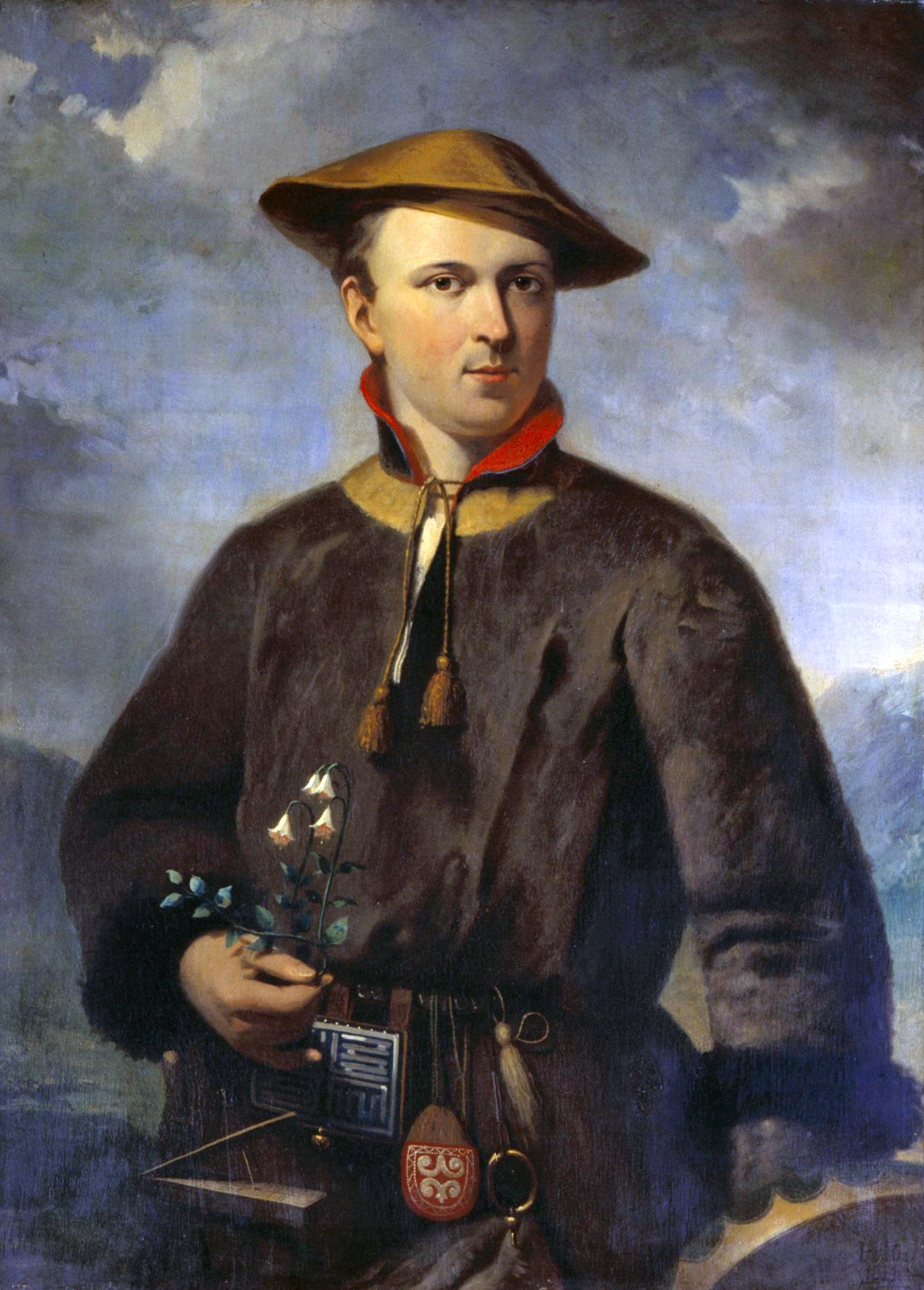
Карл Лінней на портреті Гендріка Голландера

Рослину занесено до Червоного списку Великої Британії, Червоної книги Польщі, стан виду визнаний загрозливим в американських штатах Індіана, Меріленд, Огайо, Коннектикут, Нью-Джерсі, Род-Айленд і Теннессі.
В Україні ліннея північна охороняється у Говерлянському лісництві, розташованому в межах Карпатського національного природного парку. Становище виду на теренах України досить загрозливе. По-перше, невелика площа зростання (близько 13 тисяч особин на 11 м²) робить популяцію цієї рослини дуже уразливою перед будь-якими пошкодженнями. По-друге, в 1984 році місце зростання вже зазнало ушкоджень через лавину, яка винищила деревостан, внаслідок чого змінилися біотичні умови на ділянці. З метою збереження виду заборонено збір рослин, в тому числі і гербарних зразків, а також рекомендовано провести лавинопопереджувальні заходи.
Зрідка ліннею північну вирощують як декоративну ґрунтопокривну рослину під пологом дерев, надто американський підвид з дещо більшими, ніж у європейського, квітками. В народній медицині з неї готували напої, які вживали при болісних менструаціях, зовнішньо застосовували у вигляді припарок при головному болю і болях в суглобах.
Незважаючи на досить обмежене господарське застосування, ліннея північна досить відома через уособлення її з Карлом Ліннеєм. Вона належала до улюблених квіток цього натураліста, на кількох портретах його зображено саме з букетиками ліннеї у руці. На честь цього роду названо астероїд 8898 Ліннея, від назви рослини походить жіноче ім'я Ліннея, поширене у скандинавських країнах.
Ліннея є офіційною квіткою Смоланду, місця народження Карла Ланнея.

## Синоніми
- Linnaea borealis f. arctica Wittr.
- Linnaea borealis var. americana (J. Forbes) Rehder
- Linnaea borealis var. borealis
- Linnaea borealis subsp. borealis[3]